# Musée d'Art Moderne et Contemporain (MAMCO)

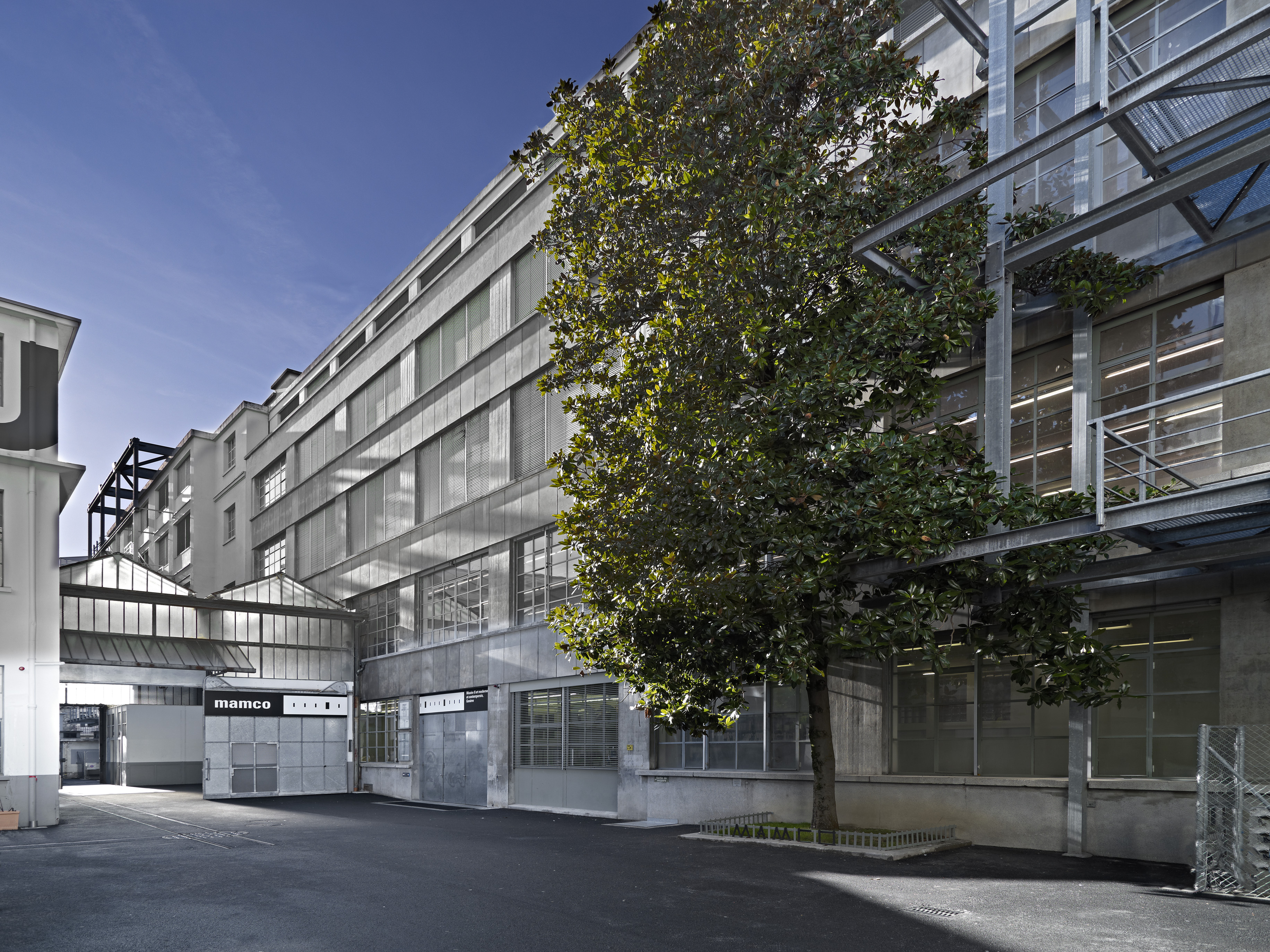
MAMCO

Het Musée d'Art Moderne et Contemporain of MAMCO is een museum voor moderne kunst in het Zwitserse Genève. Het museum aan de rue des Vieux-Grenadiers werd geopend in 1994. Op een oppervlakte van 3500 vierkante meter worden 3000 werken tentoongesteld. In het museum bevinden zich werken van onder anderen Christo, Marijke van Warmerdam, Lawrence Weiner.